# Benthochromis melanoides
Espèce
Synonymes
- Haplotaxodon melanoides Poll, 1984[2]

Statut de conservation UICN

 LC (needs updating) : Préoccupation mineure
Benthochromis melanoides est une espèce de poissons de la famille des Cichlidae endémique du lac Tanganyika en Afrique. Cette espèce vit dans les eaux profondes, en dessous de 40 m.